# Введенский, Алексей Иванович (богослов)
Алексей Иванович Введенский (1861—1913) — русский философ и богослов.

## Биография
Родился в семье дьякона Ивана Дмитриевича Введенского, ставшего впоследствии священником в селе Городково Волоколамского уезда Московской губернии, а позднее перебравшегося в Москву. Окончил Волоколамское духовное училище (1876), Вифанскую духовную семинарию (1882) и Московскую духовную академию (1886), получив степень кандидата богословия, после чего был назначен преподавателем латыни в Вологодскую духовную семинарию.
В 1887 году стал исполняющим обязанности доцента на кафедре истории философии Московской духовной академии; с 1891 года, после защиты магистерской диссертации «Вера в Бога, её происхождение и основания» — доцент. Был направлен на год за границу для ознакомления с преподаванием философии в Берлинском и Парижском университетах.
Вернувшись, с февраля 1892 года замещал кафедру метафизики и логики — после смерти профессора В. Д. Кудрявцева-Платонова. Только в феврале 1896 года Введенского утвердили экстраординарным профессором Московской духовной академии.
С 1897 года Введенский являлся постоянным сотрудником «Московских ведомостей», где под псевдонимом «А. Басаргин» писал статьи на философские и литературные темы.
С 1902 по 1908 годы был главным редактором православного журнала «Душеполезное чтение».
В 1902 году он написал докторскую диссертацию «Религиозное сознание язычества. Опыт философской истории естественных религий». В 1905 году он стал ординарным профессором, а с 1912 года — заслуженным ординарным профессором.
В 1906—1913 был членом Правления Московской духовной академии.
Также, в 1910—1913 годах он преподавал в Педагогическом институте им. П. Г. Шелапутина.
Умер в Москве 23 февраля (8 марта) 1913 года. Похоронен на Миусском кладбище; могила не сохранилась.

## Сочинения
- Основатель системы трансцендентального монизма. — «Вопросы философии и психологии», 1892, кн. 14,15;
- П.Е. Астафьев, его философские и публицистические взгляды. Сергиев Посад, 1893;
- О характере, составе (сжатое изложение) и значении философии В.Д. Кудрявцева-Платонова, с приложением речи о жизненно-практических принципах философа. Сергиев Посад, 1893;
- Западная действительность и русские идеалы. (Письма из-за границы). Сергиев Посад, 1894;
- К вопросу "О выработке миросозерцания". Критический анализ брошюр проф. Н. Кареева. Сергиев Посад, 1896;
- Ко дню столетней годовщины рождения Голубинского. М., 1898;
- На современные темы. Сб. популярно-философских статей. М., 1900;
- Буддийская нирвана. М., 1901;
- Закон причинности и реальность внешнего мира. Харьков, 1901;
- Религиозное сознание язычества. Опыт философской истории естественных религий. Докторская диссертация. М., 1902;
- Куно Фишер, как историк-художник Сергиев Посад, 1908;
- Перелом в современном общественном сознании Сергиев Посад, 1911;
- Современное состояние философии в Германии и Франции. Сергиев-Посад, 1894.